# Saison 2019 de l'équipe cycliste féminine Mitchelton-Scott
La saison 2019 de l'équipe cycliste féminine Mitchelton-Scott est la huitième de la formation. L'Australienne Grace Brown et la Néerlandaise Moniek Tenniglo rejoignent l'équipe tandis que la sprinteuse belge Jolien D'Hoore la quitte.
La saison est dans la lignée de la précédente. Annemiek van Vleuten est la principale pourvoyeuse de résultats. Elle gagne tout d'abord les Strade Bianche, elle est ensuite successivement deuxième du Tour des Flandres, de l'Amstel Gold Race et de la Flèche wallonne avant de remporter Liège-Bastogne-Liège. Elle est championne du contre-la-montre des Pays-Bas. En juillet, elle s'impose largement sur le Tour d'Italie. Enfin, en fin d'année, elle devient pour la première fois championne du monde sur route au terme d'une échappée de plus de 100 km. Amanda Spratt confirme sa bonne année 2018, avec la victoire sur le Santos Women's Tour, la deuxième place au Trofeo Alfredo Binda, à l'Emakumeen Euskal Bira et une médaille de bronze sur les championnats du monde. Grace Brown est championne d'Australie du contre-la-montre, tout comme Georgia Williams en Nouvelle-Zélande, tandis que Lucy Kennedy montre l'étendue de ses progrès avec la victoire sur le Women's Herald Sun Tour, la Durango-Durango Emakumeen Saria et la Classique de Saint-Sébastien. Annemiek van Vleuten termine troisième du classement UCI et deuxième du classement World Tour. Mitchelton-Scott est troisième et quatrième de ces classements.

## Préparation de la saison

### Partenaires et matériel de l'équipe

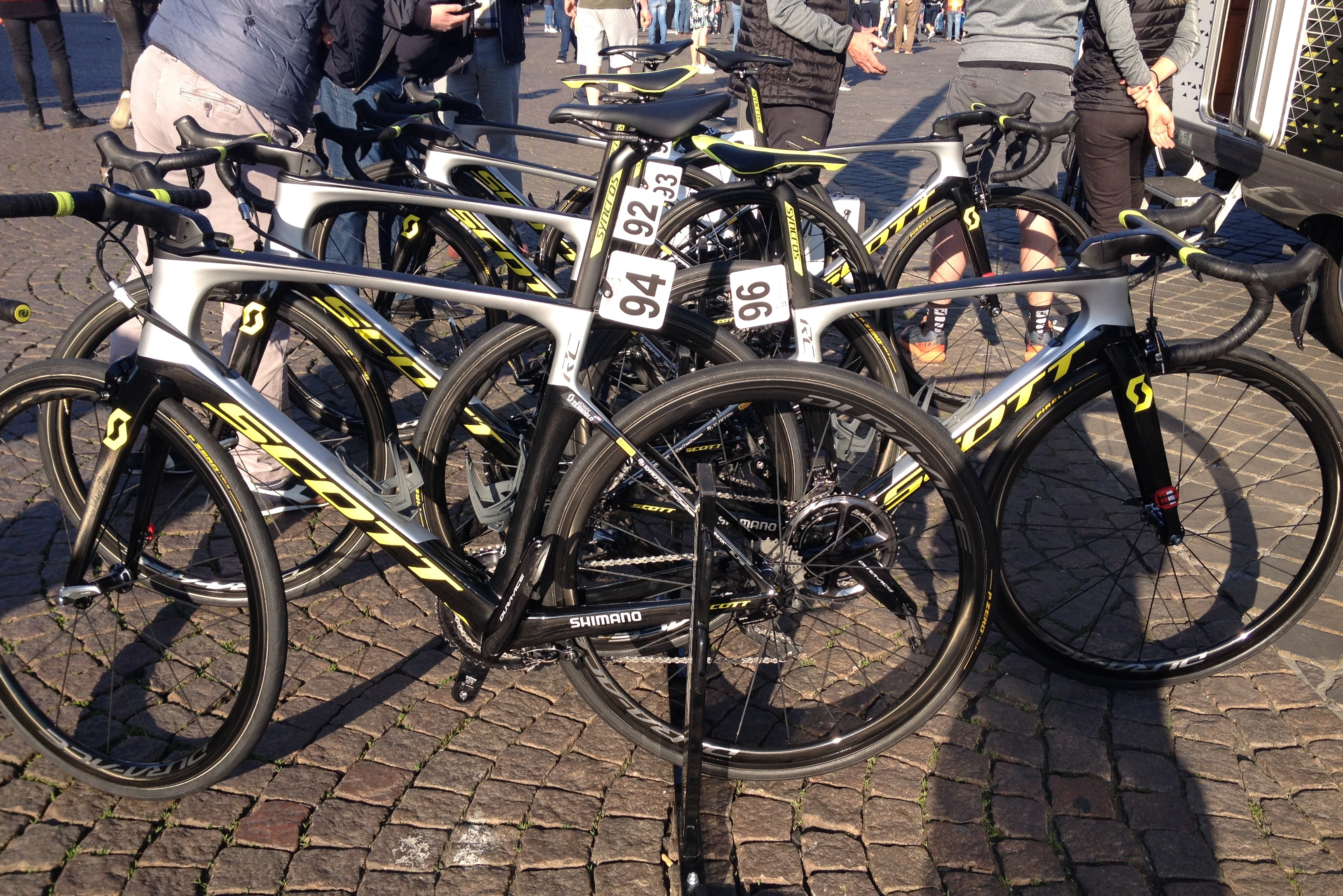
Vélo de l'équipe

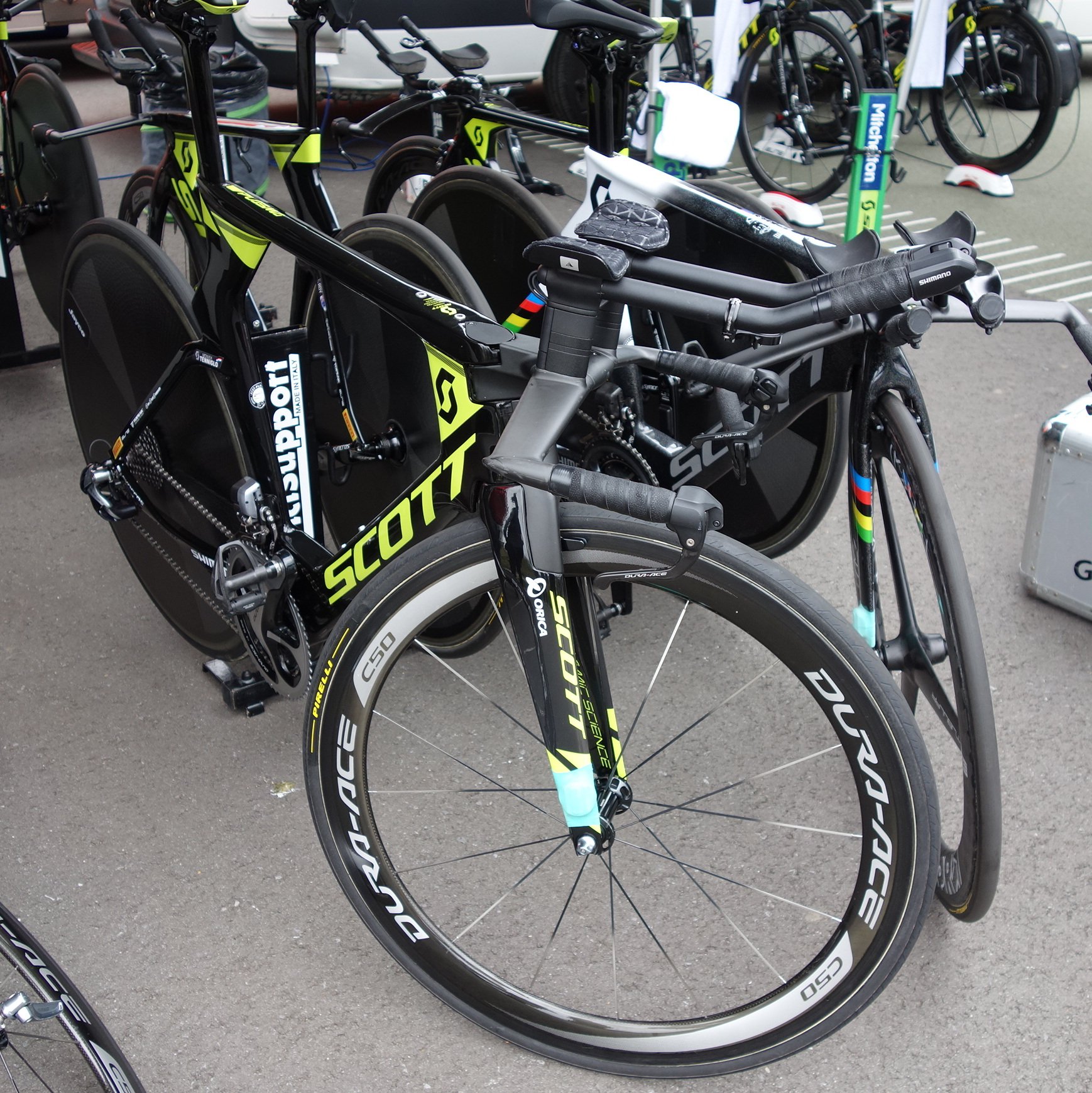
Vélo de contre-la-montre de l'équipe

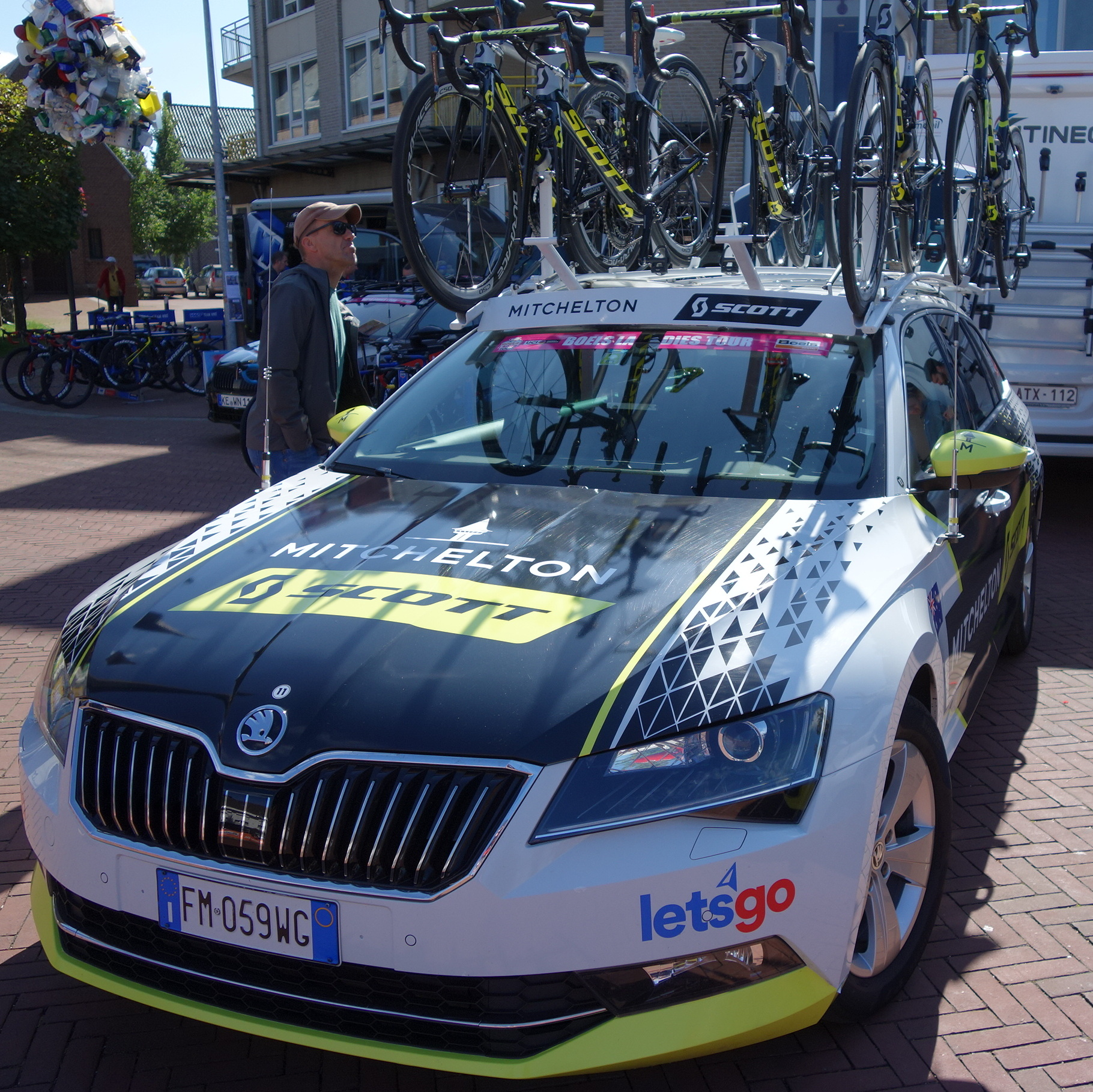
Voiture de l'équipe

La société viticole Mitchelton est le partenaire principal de l'équipe. Scott reste fournisseur de cycles et cosponsor. La marque de camping-car Jayco et les vêtements Giordana supportent également la formation.

### Arrivées et départs
L'Australienne Grace Brown et la Néerlandaise Moniek Tenniglo rejoignent l'équipe tandis que la sprinteuse belge Jolien D'Hoore la quitte.
| Arrivées        | Équipe 2018                        |
| --------------- | ---------------------------------- |
| Grace Brown     | Wiggle High5                       |
| Moniek Tenniglo | FDJ-Nouvelle Aquitaine-Futuroscope |

| Départs        | Équipe 2019   |
| -------------- | ------------- |
| Jenelle Crooks | Amateur       |
| Jolien D'Hoore | Boels Dolmans |

## Effectif et encadrement

### Effectif
| Effectif 2019            | Effectif 2019     | Effectif 2019    | Effectif 2019                             |
| Cycliste                 | Date de naissance | Pays             | Équipe précédente                         |
| ------------------------ | ----------------- | ---------------- | ----------------------------------------- |
| Jessica Allen            | 17 avril 1993     | Australie        | High5 Dream Team (2016)                   |
| Grace Brown              | 7 juillet 1992    | Australie        | Wiggle High5 (2018)                       |
| Gracie Elvin             | 31 octobre 1988   | Australie        | Faren-Honda (2012)                        |
| Lucy Kennedy             | 11 juillet 1988   | Australie        | High5 Dream Team (2017)                   |
| Alexandra Manly          | 28 février 1996   | Australie        |                                           |
| Sarah Roy                | 27 février 1986   | Australie        | Poitou-Charentes.Futuroscope.86 (2014)    |
| Amanda Spratt            | 17 septembre 1987 | Australie        |                                           |
| Moniek Tenniglo          | 2 mai 1988        | Pays-Bas         | FDJ-Nouvelle Aquitaine-Futuroscope (2018) |
| Annemiek van Vleuten     | 8 octobre 1982    | Pays-Bas         | Bigla (2015)                              |
| Georgia Williams         | 25 août 1993      | Nouvelle-Zélande | BePink (2016)                             |
|                          |                   |                  |                                           |
| Source : ProCyclingStats |                   |                  |                                           |

Portraits
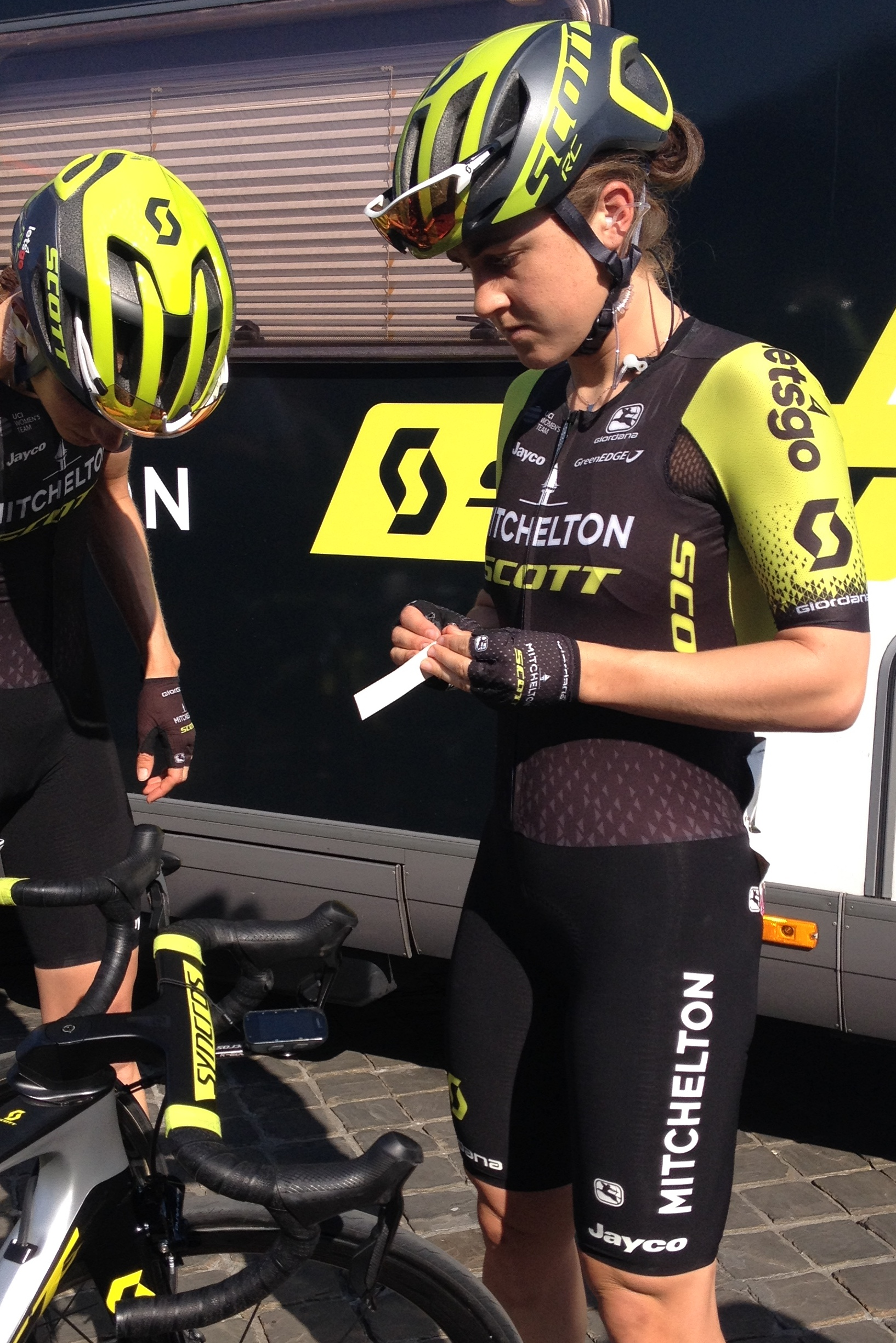
Grace Brown
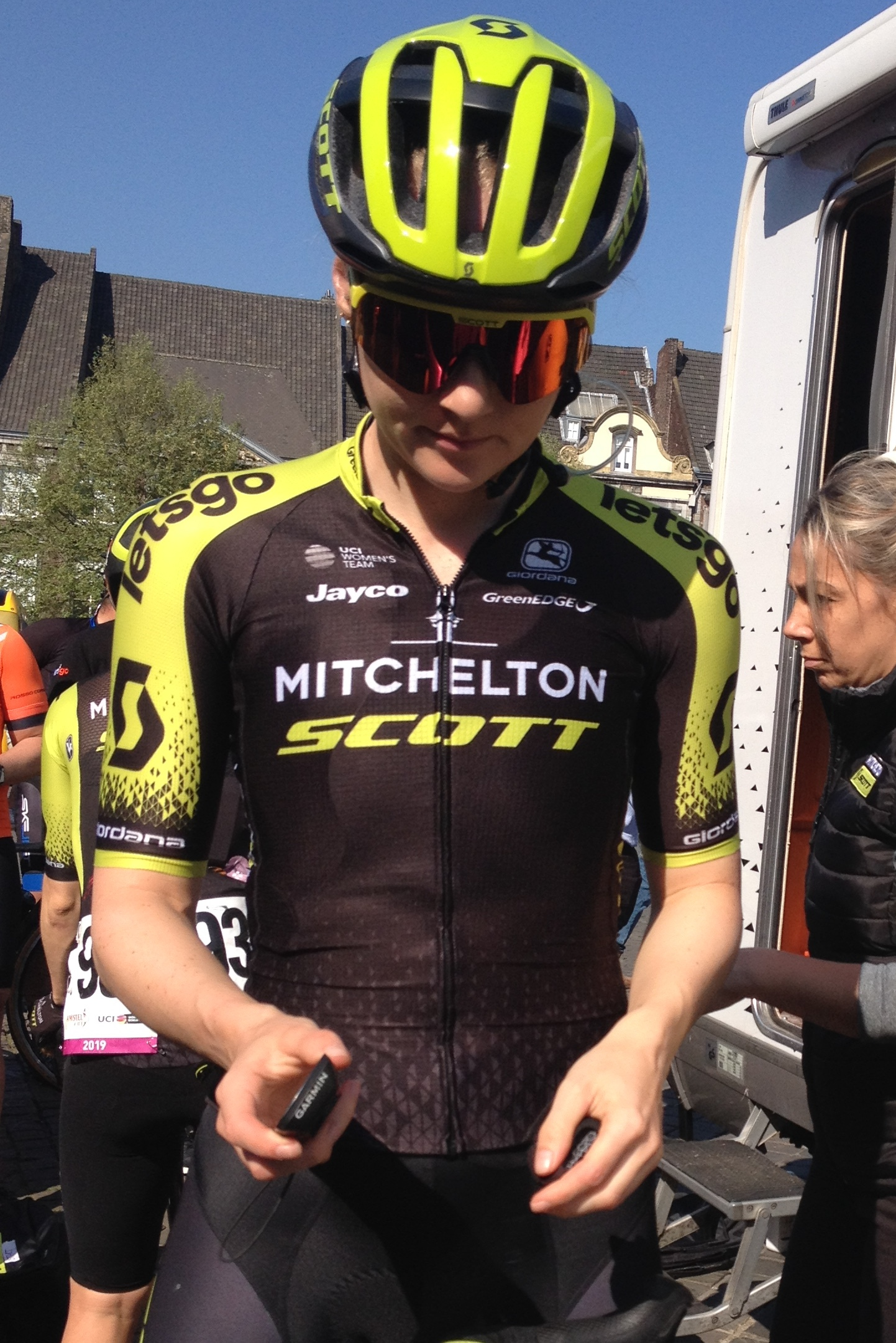
Gracie Elvin
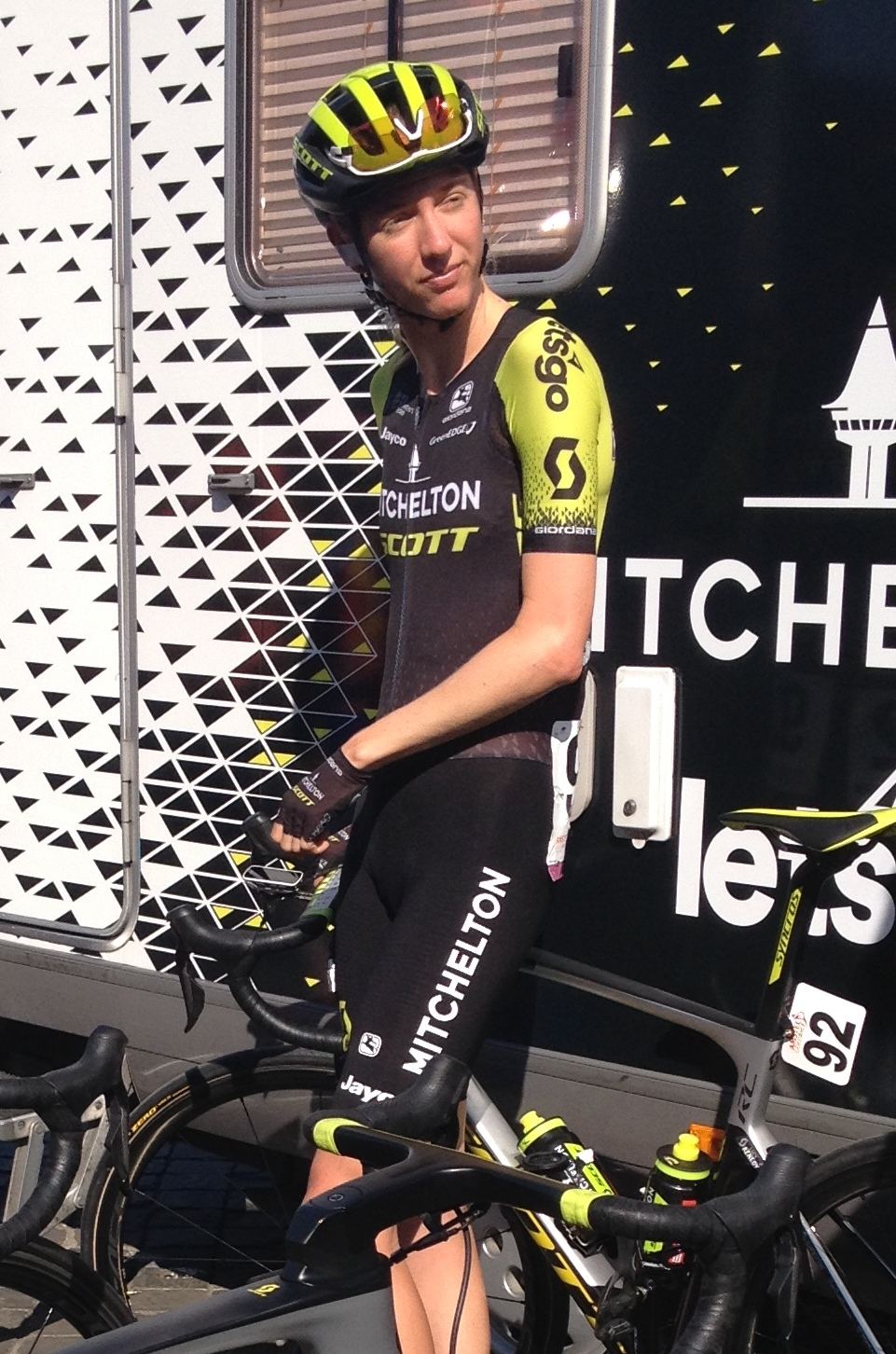
Lucy Kennedy
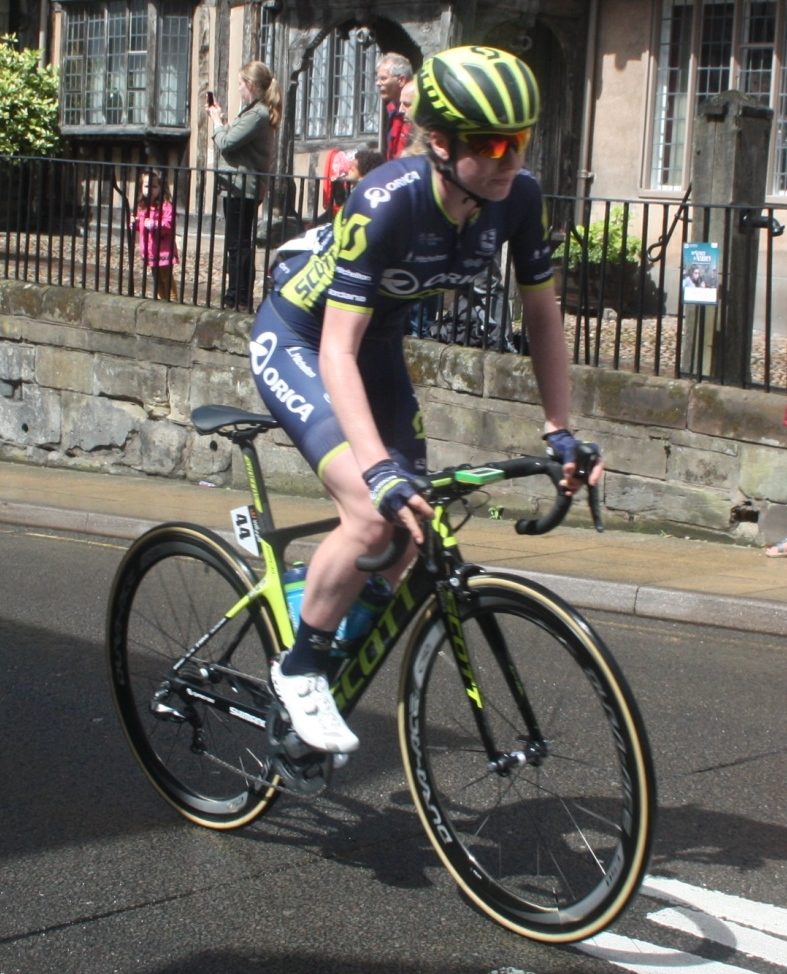
Alexandra Manly en 2017.
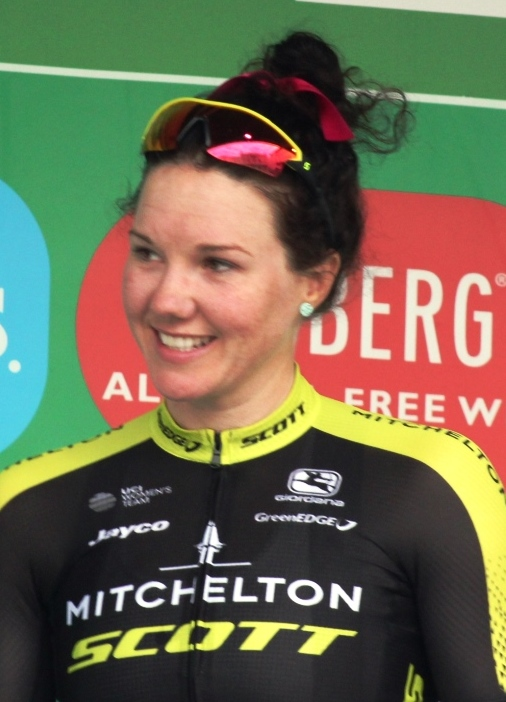
Sarah Roy en 2018.
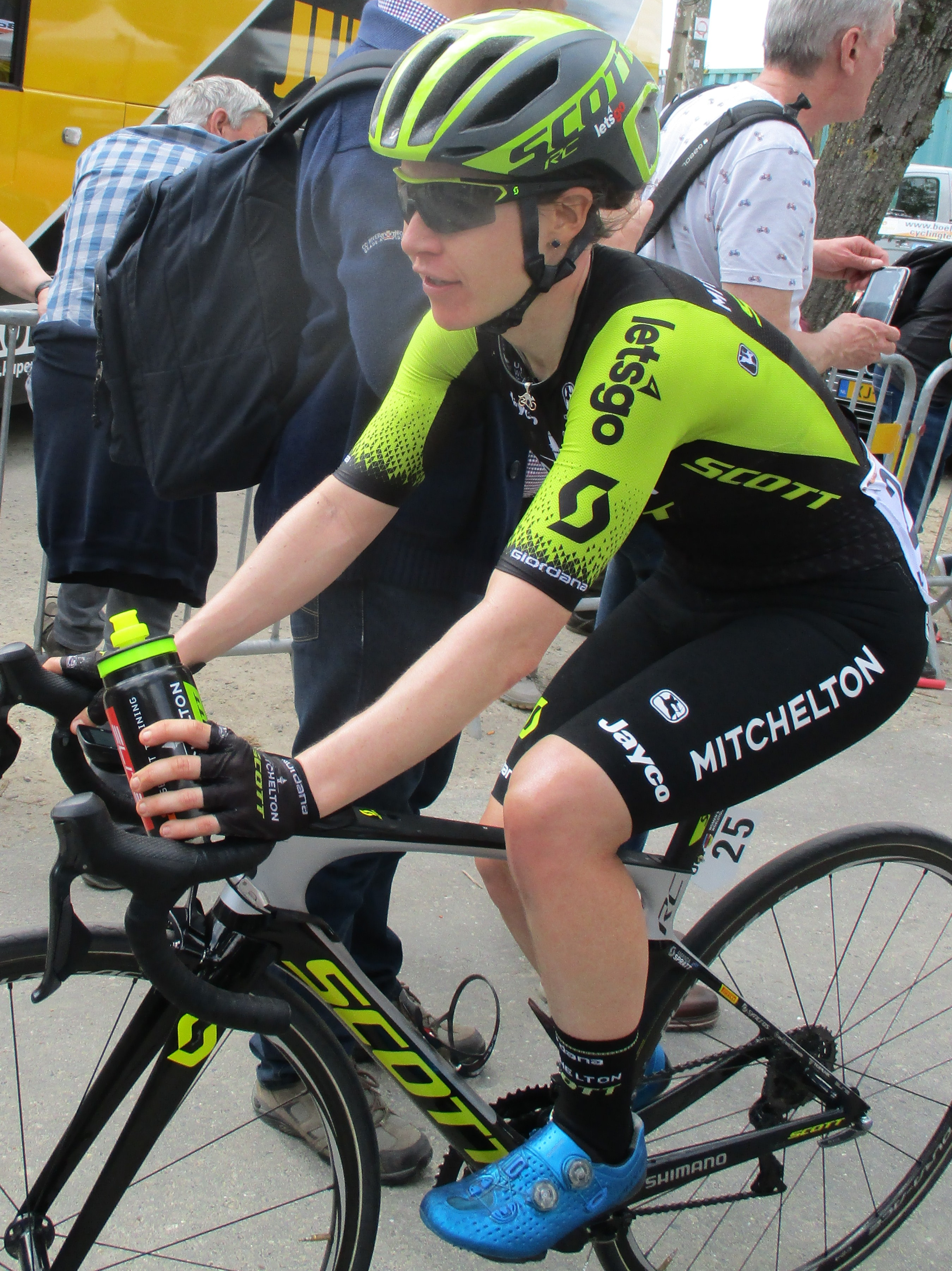
Amanda Spratt
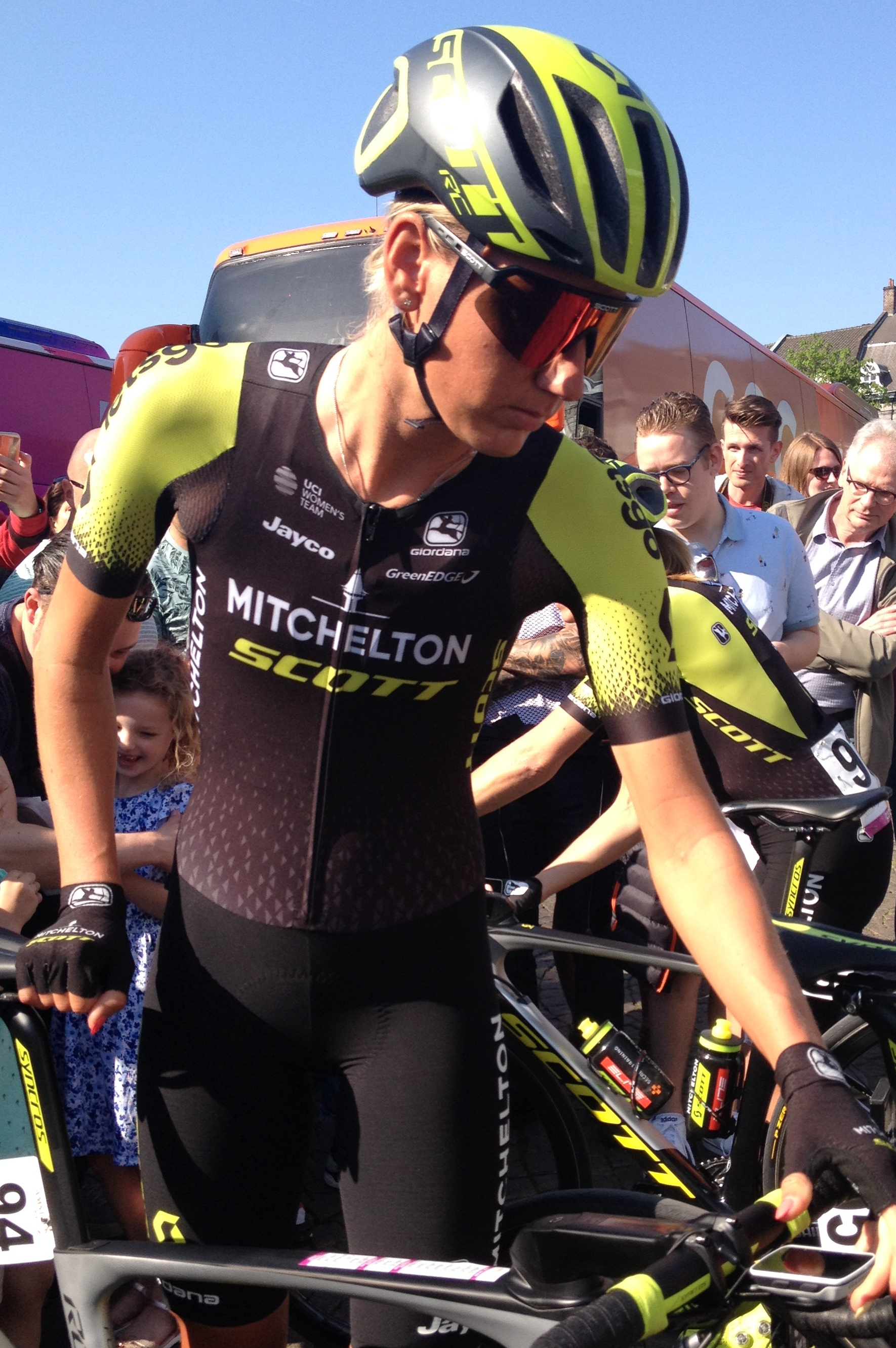
Moniek Tenniglo
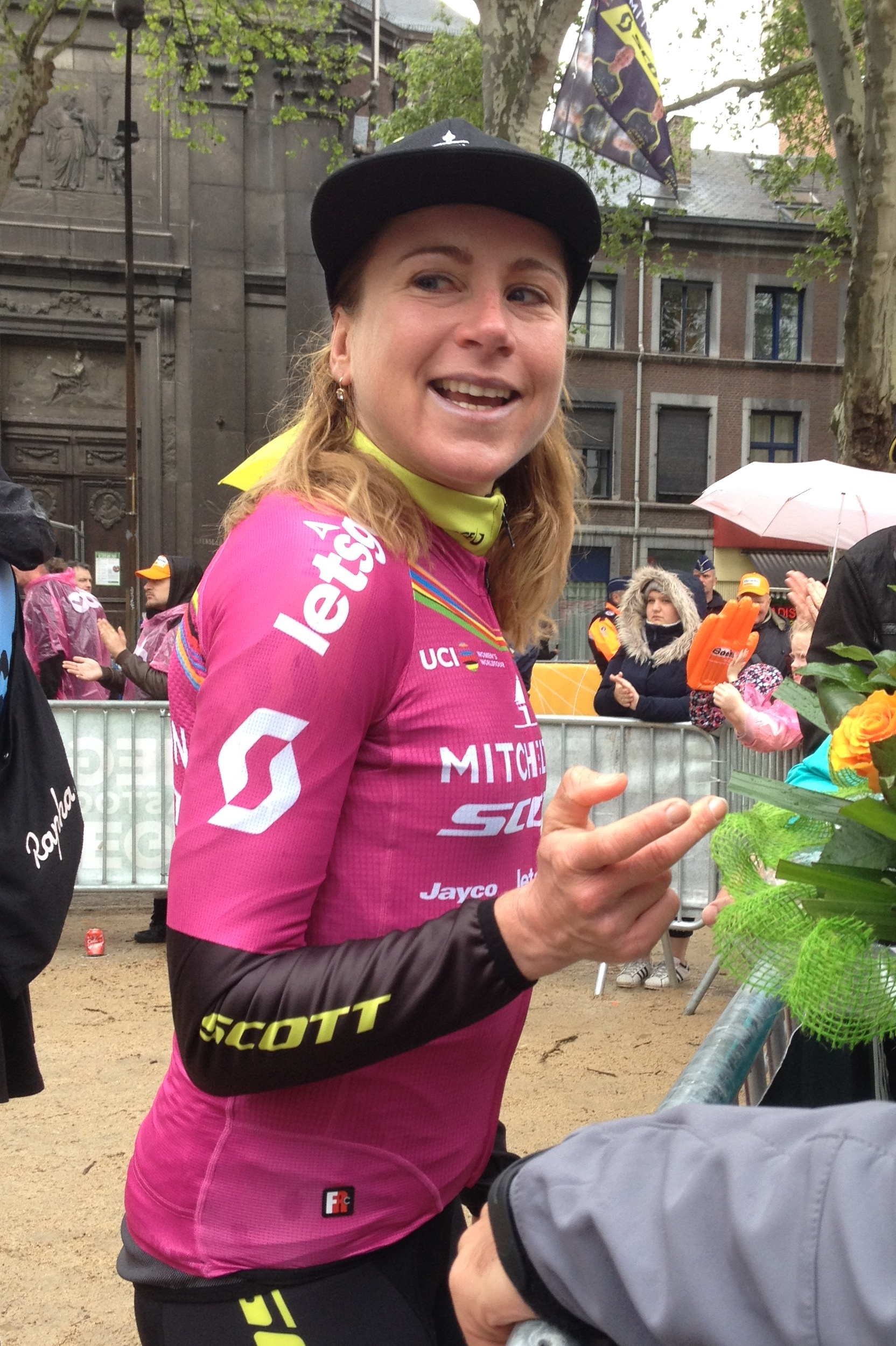
Annemiek van Vleuten
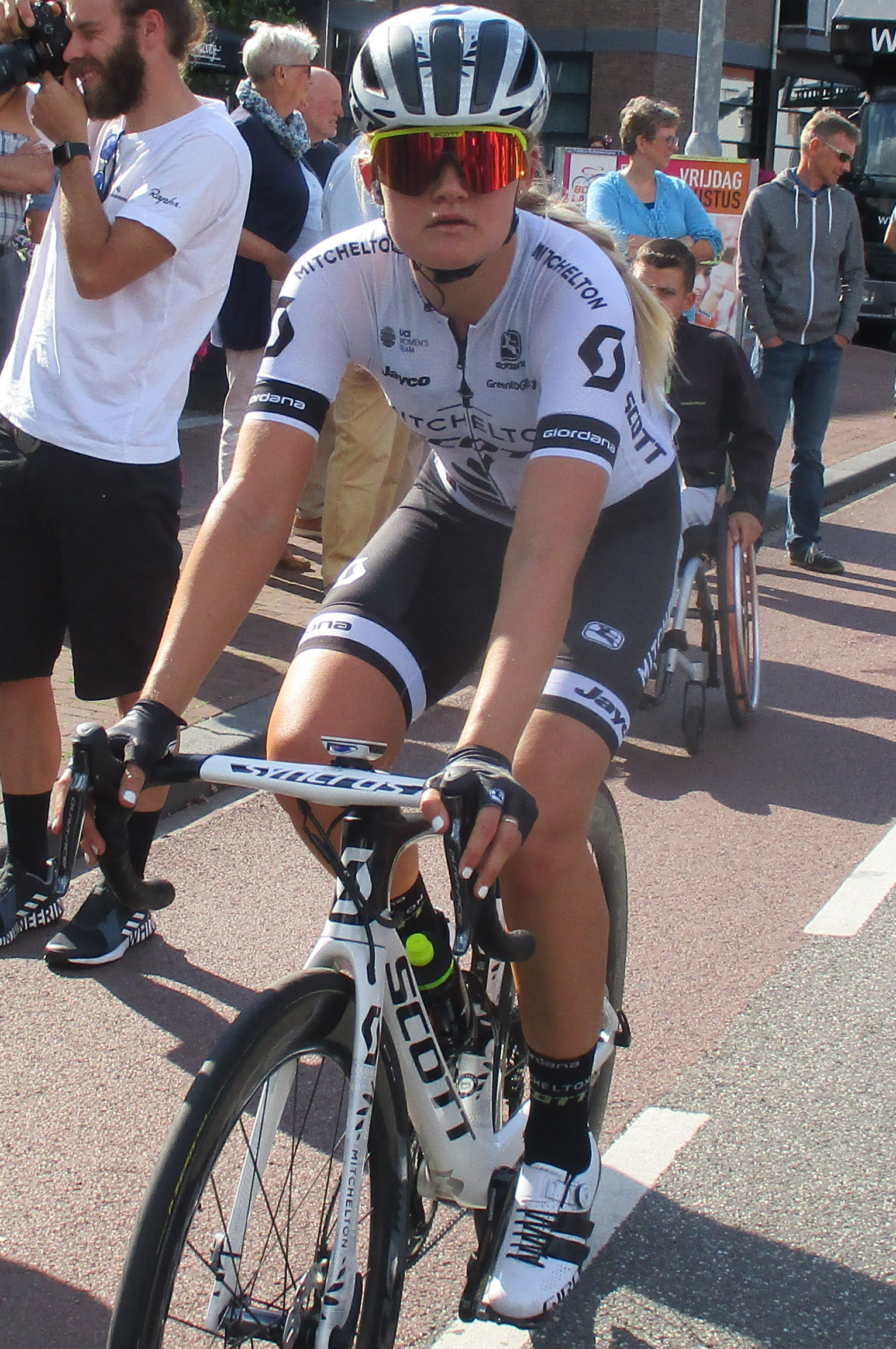
Georgia Williams en 2018.

### Encadrement
Shayne Bannan est le représentant de l'équipe auprès de l'UCI. Gene Bates est le directeur sportif et est assisté par Martin Vestby en provenance de la formation Wiggle High5, tout comme Jolien D'Hoore.

## Déroulement de la saison

### Janvier
Georgia Williams gagne le championnat de Nouvelle-Zélande du contre-la-montre, tandis que Grace Brown en fait de même en Australie. Au Santos Women's Tour, Amanda Spratt remporte la deuxième étape. Grace Brown en fait de même le lendemain. Amanda Spratt gagne le classement général. À la Cadel Evans Great Ocean Road Race Women, Amanda Spratt et Lucy Kennedy font partie du groupe de tête. Cette dernière est en tête avec Arlenis Sierra à six kilomètres du but, mais la Cubaine parvient à l'éliminer. Lucy Kennedy doit se contenter de la deuxième place. Sur le Women's Herald Sun Tour, Lucy Kennedy s'adjuge la deuxième étape et le classement général au passage

### Mars
Au circuit Het Nieuwsblad, Annemiek van Vleuten fait partie de l'attaque de cinq coureuses dans le Molenberg. Elle est également parmi les favorites dans le mur de Grammont. Quand, Chantal Blaak place son attaque décisive, Annemiek van Vleuten part en chasse, mais Anna van der Breggen la marque. Au sprint, elle prend la troisième place du peloton soit la quatrième place au total. Aux Strade Bianche,  dans le cinquième secteur, Amanda Spratt chute et doit abandonner. Elles sont onze coureuses en tête à dix-sept kilomètres de l'arrivée.  À treize kilomètres de l'arrivée, Chantal Blaak et Janneke Ensing passent à l'offensive. Blaak se retrouve seul dans le secteur suivant, mais bute sur la côte s'y trouvant. Annemiek van Vleuten réalise alors le bon et dépasse Chantal Blaak. Elle s'impose en solitaire,. Au Tour de Drenthe, Grace Brown attaque avant la dernière ascension du VAM berg. À cinquante-et-un kilomètres de l'arrivée, elle a trente secondes d'avance sur un peloton éclaté. Son avantage croit à deux minutes à vingt-cinq kilomètres du but. Les derniers secteurs pavés ont cependant raison de sa motivation et elle perd progressivement le coup de pédale pour se faire rattraper. Sarah Roy est quatorzième. Au  Trofeo Alfredo Binda-Comune di Cittiglio, lors de la première montée d'Orino, Grace Brown réédite une attaque loin. Elle passe sur la ligne avec vingt-cinq secondes d'avance sur Leah Thomas, partie en contre, et quarante-cinq sur le peloton. Un regroupement général a lieu après l'ascension suivante d'Orino. Amanda Spratt suit l'attaque de Katarzyna Niewiadoma avec six autres coureuses. Dans la dernière descente d'Orino, elle attaque à plusieurs reprises, mais Marianne Vos est vigilante. Amanda Spratt est finalement deuxième du sprint derrière la Néerlandaise.

### Avril

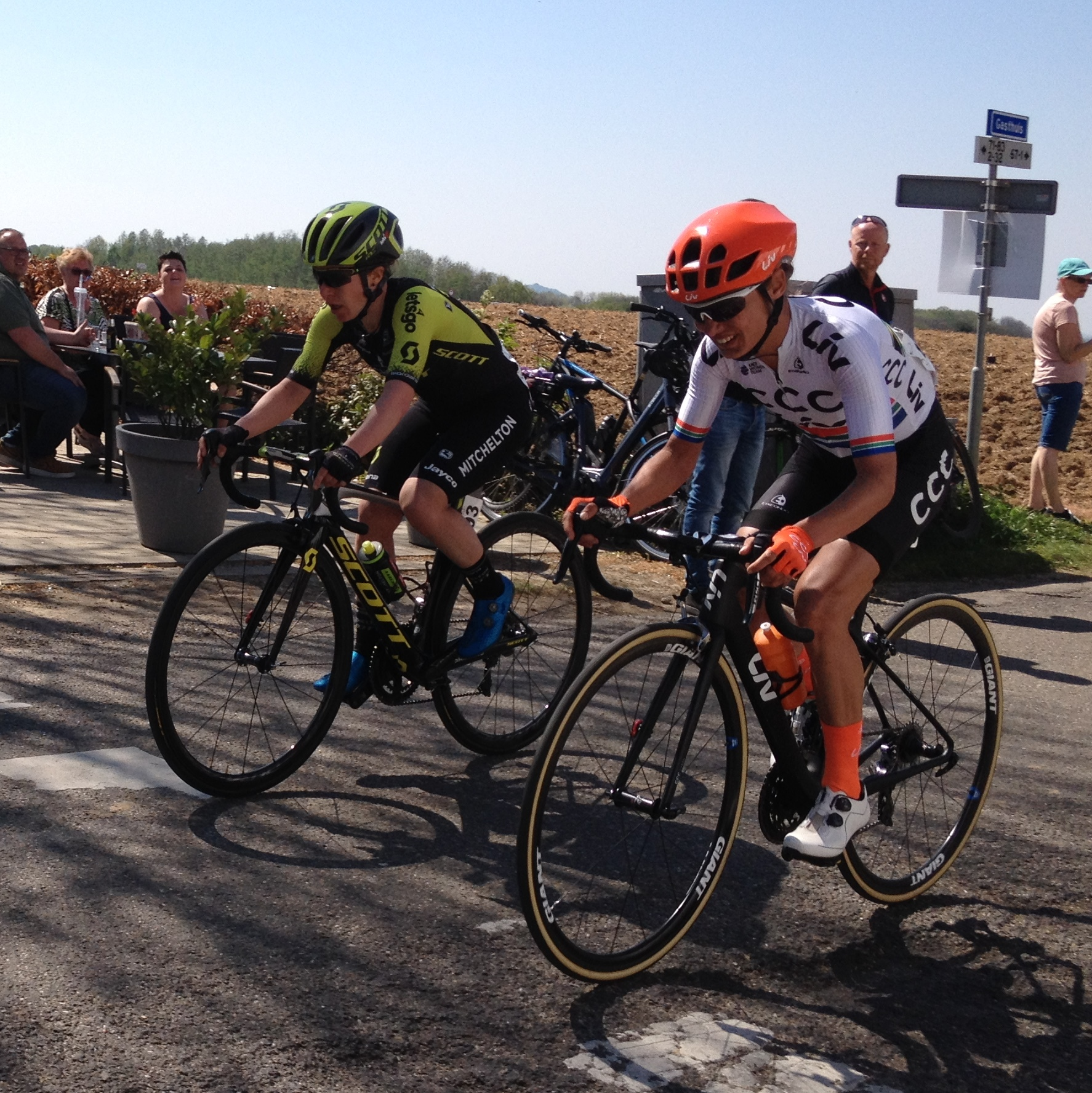
Amanda Spratt à l'Amstel Gold Race

Sur À travers les Flandres, Annemiek van Vleuten et Gracie Elvin font partie du groupe de favorites qui sort peu avant la côte d'Hotond. Dans le Vossenhol, Annemiek van Vleuten passe à l'offensive, mais elle est immédiatement prise en chasse et reprise. Elle se classe septième. Au Tour des Flandres, dans le vieux Quaremont, Marta Bastianelli attaque. Seules Cecilie Uttrup Ludwig, Annemiek van Vleuten, Katarzyna Niewiadoma et Marianne Vos parviennent à la suivre. Au sommet, Marianne Vos est victime d'une crevaison. Dans le Paterberg, Niewiadoma doit lâcher prise alors qu'Annemiek van Vleuten n'arrive pas à distancer l'Italienne. À dix kilomètres de l'arrivée, Annemiek van Vleuten attaque, mais Marta Bastianelli réagit immédiatement. La Néerlandaise attaque encore avant l'arrivée, mais sans plus de succès. Elle ouvre le sprint de loin. Marta Bastianelli la remonte et s'impose.

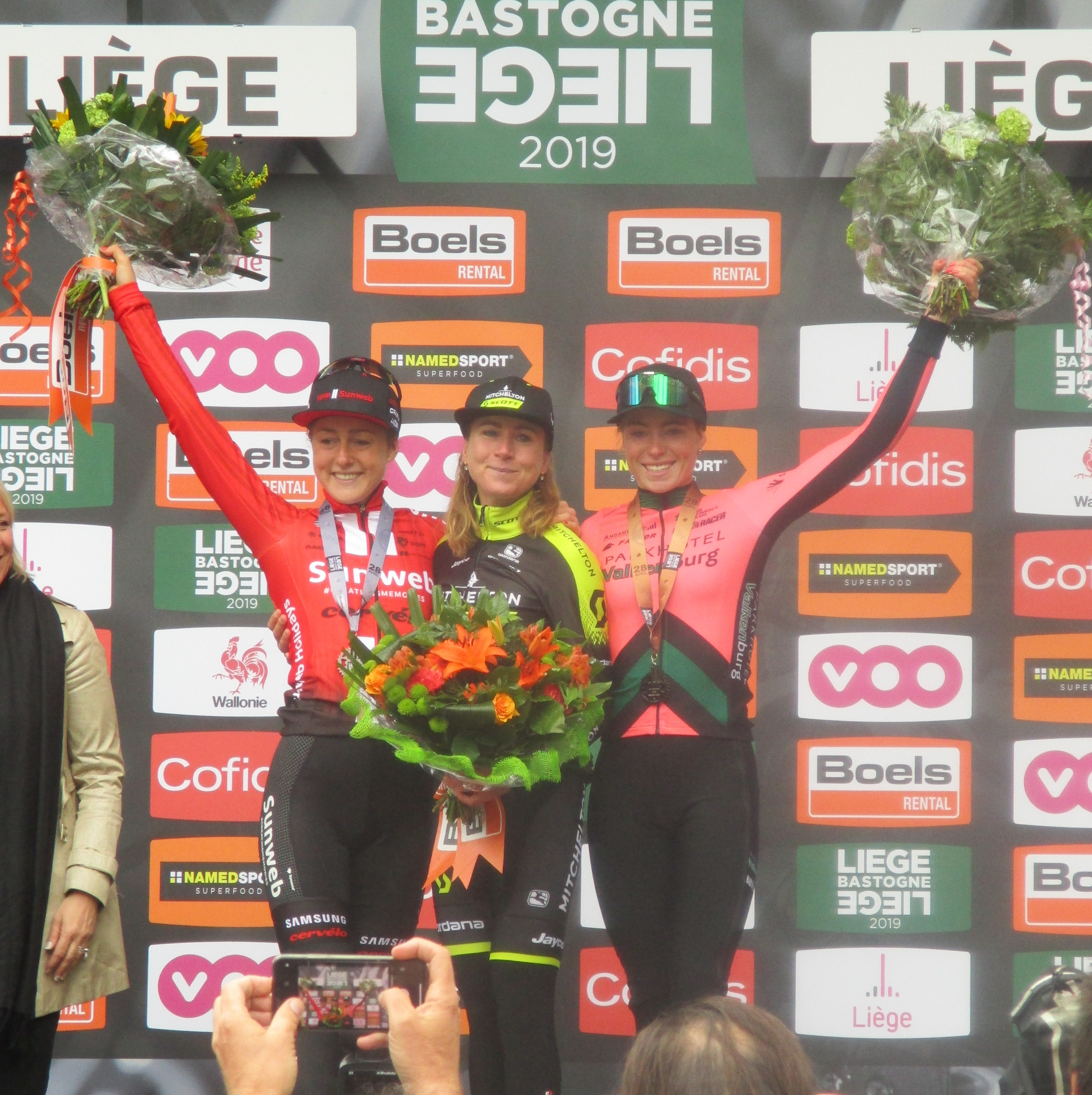
Podium de Liège-Bastogne-Liège

À l'Amstel Gold Race, à quarante-et-un kilomètres de la ligne, dans le Cauberg, les principales favorites, dont Annemiek van Vleuten se découvrent. Dans la descente, un regroupement a lieu. Amanda Spratt, Katie Hall et Elisa Longo Borghini sortent alors. Elles comptent une vingtaine de secondes d'avance. Dans l'avant-dernière ascension du Cauberg, Katarzyna Niewiadoma revient seule sur les échappées. Dans la montée du Geulhemmerberg, un nouveau regroupement se produit. Elisa Longo Borghini part seule. Elle a un avantage de vingt-cinq seconds à neuf kilomètres de la ligne. Annemiek van Vleuten accélère dans le Bemelerberg, sans résultat. Ensuite, Amanda Spratt et Ashleigh Moolman attaquent et reviennent sur Elisa Longo Borghini à cinq kilomètres de l'arrivée. La coopération est cependant mauvaise dans le groupe. Au pied de la dernière ascension du Cauberg, tout est à refaire. Katarzyna Niewiadoma place une attaque violente, qui décroche Marianne Vos. Elle monte en tête. Derrière, Annemiek van Vleuten tente de réagir. Elle compte un désavantage de quelques secondes au sommet, mais compte sur ses qualités en contre-la-montre pour revenir sur la Polonaise. Cette dernière résiste néanmoins et s'impose devant la Néerlandaise,. À la Flèche wallonne, dans la côte de Cherave, Katarzyna Niewiadoma  accélère. Elle emmène treize coureuses avec elles. Amanda Spratt place l'accélération suivante, mais la descente lui est fatale. Dans le mur de Huy, Anna van der Breggen mène le peloton en pied d'ascension. Katarzyna Niewiadoma attaque ensuite. Van der Breggen temporise jusqu'au deux cents mètres avant de produire son effort. Elle s'impose devant Annemiek van Vleuten qui passe Annika Langvad dans les derniers mètres. À Liège-Bastogne-Liège, Annemiek van Vleuten attaque dans la côte de la Redoute. Elle passe au sommet avec vingt-cinq secondes d'avance sur ses poursuivantes. En haut de la Roche-aux-Faucons, cet écart monte à une minute vingt. Elle s'impose seule et prend la tête du classement World Tour.

### Mai
Au Tour de l'île de Chongming, Sarah Roy est sixième au sprint des première et troisième étapes.

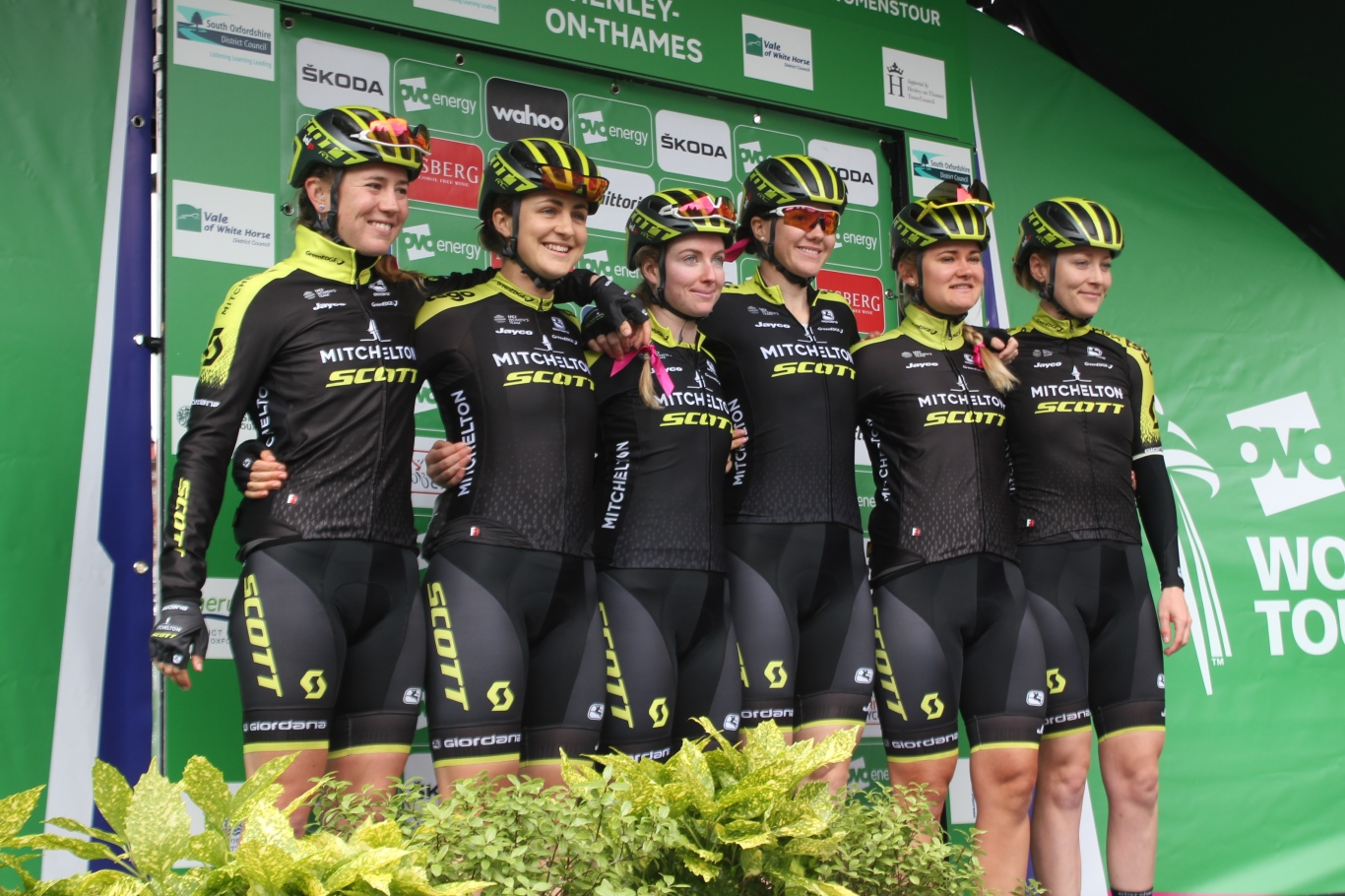
Équipe au Women's Tour

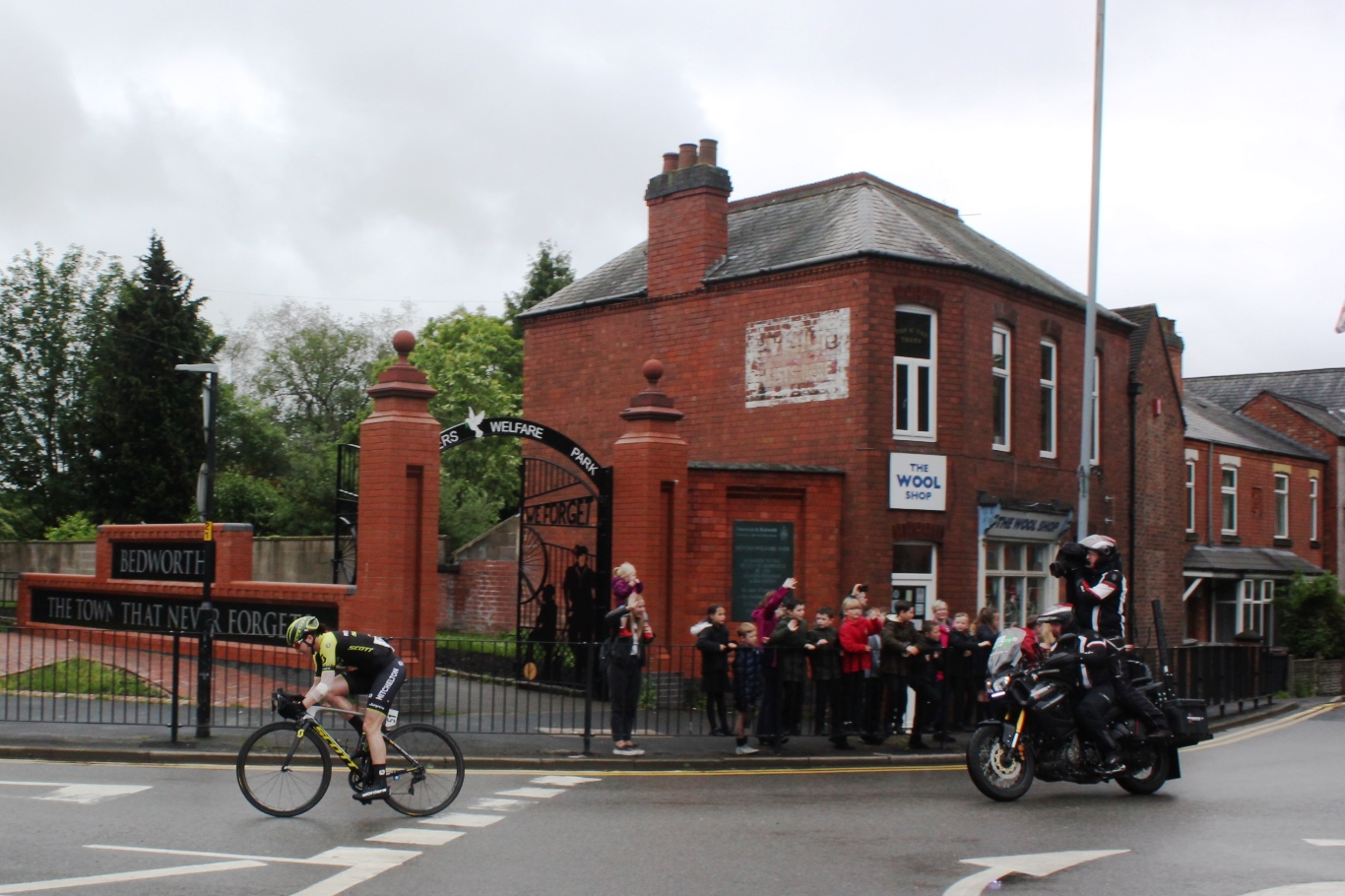
Sarah Roy échappée au Women's Tour

À la Durango-Durango Emakumeen Saria, l'équipe profite de sa supériorité numérique. Lucy Kennedy s'impose devant Amanda Spratt. Sur l'Emakumeen Euskal Bira, sur la première étape, Elisa Longo Borghini attaque avec Amanda Spratt. Leur avance culmine à trente secondes. Le regroupement général a lieu à quatorze kilomètres de l'arrivée. Gracie Elvin est troisième du sprint. Le lendemain, à quarante-huit kilomètres de l'arrivée, un groupe de favorites se détache. Un regroupement a lieu peu après. Sheyla Gutierrez passe à l'offensive à dix kilomètres du but, mais Annemiek van Vleuten la marque. Dans un sprint en côte, Amanda Spratt se montre la plus rapide. L'Australienne s'empare de la tête du classement général. Le lendemain, Annemiek van Vleuten et Amanda Spratt se classent quatrième et cinquième de l'étape. Sur l'ultime étape, Lucy Kennedy part dans le groupe d'échappée. Dans la dernière difficulté, elle doit se laisser détaché pour aider ses coéquipières dans la chasse. Presque en haut, Elisa Longo Borghini attaque. Amanda Spratt semble vouloir la suivre, mais hésite. La Michelton-Scott chasse, mais ne peut reprendre l'Italienne. Elle s'impose avec quatre secondes d'avance. Grâce aux bonifications, elle dépossède Amanda Spratt de la victoire.

### Juin

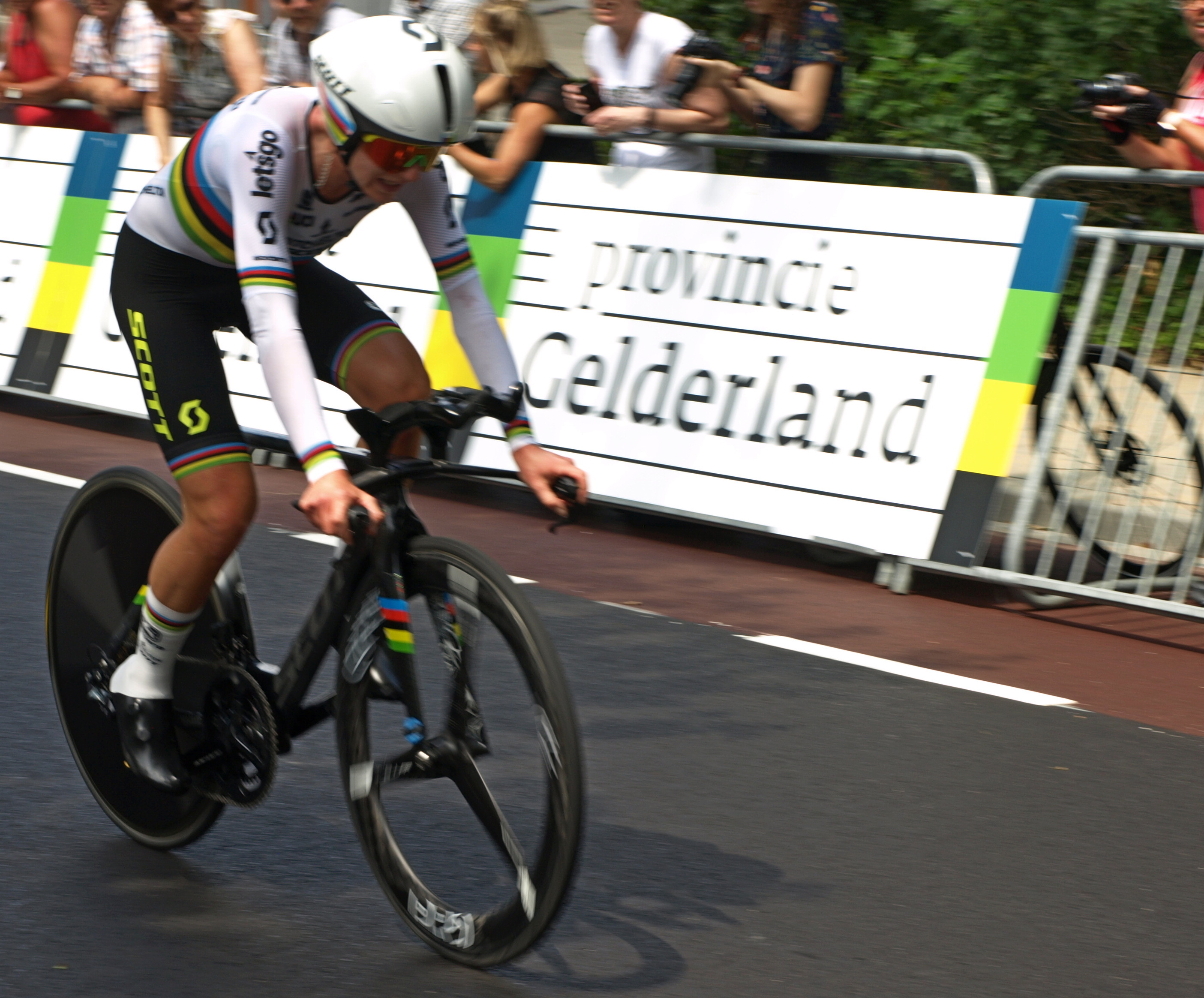
Annemiek van Vleuten avec son maillot de championne du monde

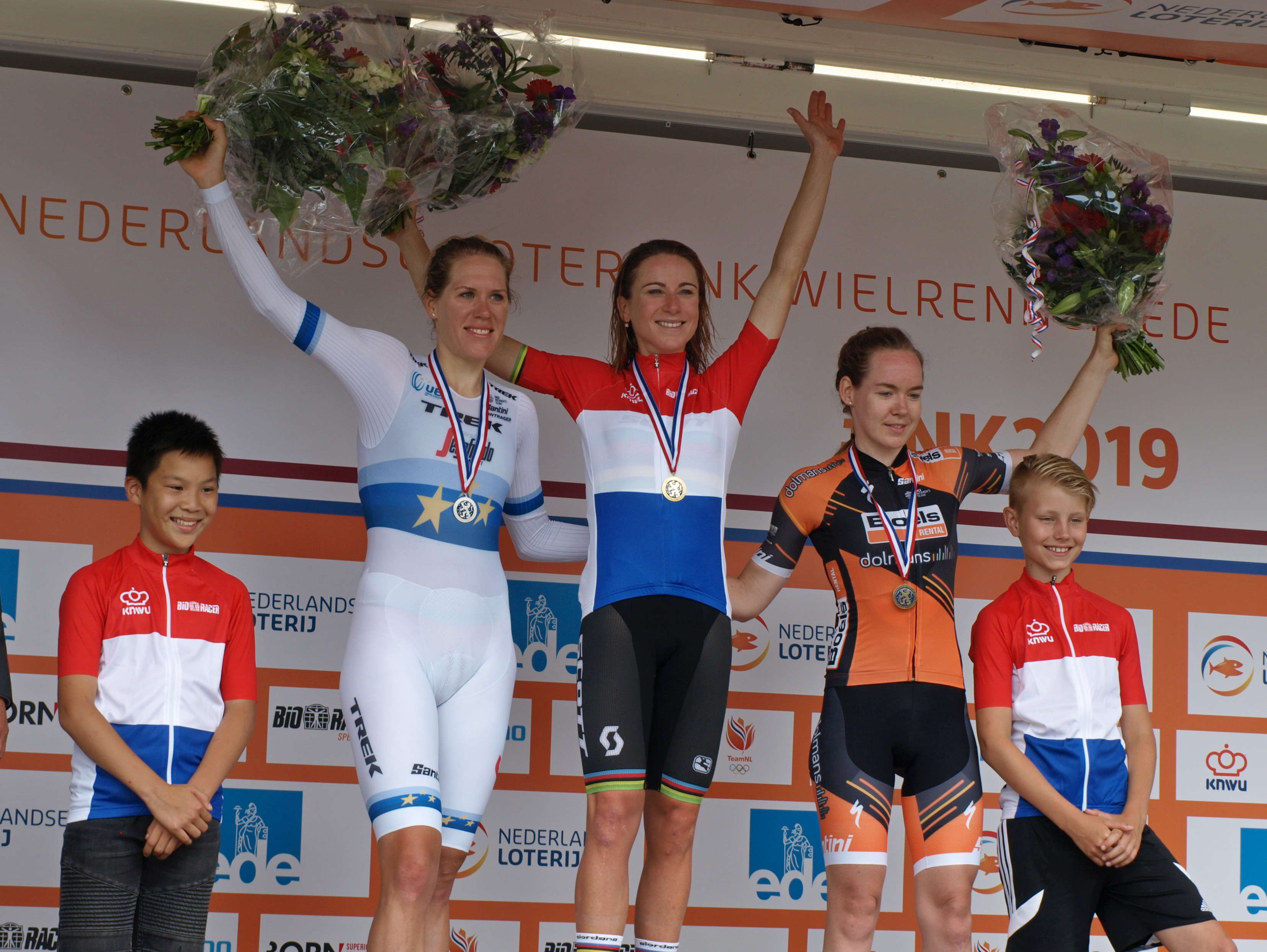
Podium du championnat des Pays-Bas du contre-la-montre

Au Women's Tour, Sarah Roy est troisième de la deuxième étape au sprint puis cinquième le lendemain. Sur la quatrième étape, au kilomètre trente, Sarah Roy attaque. Elle est ensuite rejointe par Femke Markus et Charlotte Becker Elles comptent jusqu'à huit minutes quarante d'avance. Un regroupement général a néanmoins lieu dans les dix derniers kilomètres.
Annemiek van Vleuten remporte le titre en contre-la-montre individuel avec une minute trente-cinq d'avance sur la seconde Ellen van Dijk.

### Juillet
Au Tour d'Italie, la formation Mitchelton-Scott est quatrième du contre-la-montre par équipes cinquante-trois secondes derrière la Canyon-SRAM mais onze secondes devant la Boels Dolmans,. Sur la deuxième étape, Annemiek van Vleuten est deuxième du sprint en côte derrière Marianne Vos. Le lendemain, aux deux kilomètres, Lucy Kennedy accélère et reprend Tayler Wiles. Dans les derniers mètres, Lucy Kennedy commence à célébrer mais Marianne Vos arrive lancée et prend la victoire. La cinquième étape est celle reine. Dès le pied de la montée finale, Annemiek van Vleuten place une attaque nette. Elle n'est plus rejointe et s'impose avec deux minutes cinquante d'avance. Elle prend logiquement la tête du classement général. Amanda Spratt est cinquième de l'étape. Dans la foulée de sa victoire de la veille Annemiek van Vleuten assomme le contre-la-montre individuel en laissant sa principale rivale Anna van der Breggen cinquante-deux secondes derrière elle. Sur la septième étape, les favorites se neutralisent dans les différentes difficulté et Annemiek van Vleuten se classe quatrième. Le lendemain, dans la côte de Pala Barzana, les favorites se mettent en action. Annemiek van Vleuten accélère et passe au sommet en tête. Après la descente, elle a trente secondes d'avance sur Katie Hall. Elle se relève plus loin. L'arrivée au sommet de la neuvième étape donne lieu à un duel entre Anna van der Breggen et Annemiek van Vleuten. Annemiek van Vleuten place une attaque avant la partie la plus difficile de l'ascension. Anna van der Breggen gère derrière. À un kilomètre et demi de la ligne, elle compte quinze secondes de retard. Van Vleuten faiblit néanmoins et Van der Breggen la passe aux quatre cent mètres. Amanda Spratt est quatrième. Annemiek van Vleuten remporte pour la deuxième fois consécutive le Giro ainsi que son classement par points et de la montagne. Amanda Spratt est troisième.
Sur La course by Le Tour de France, Annemiek van Vleuten place plusieurs attaques qui provoquent une sélection dans le peloton. Amanda Spratt sort avec Soraya Paladin, Lucinda Brand, Cecilie Uttrup Ludwig, Ashleigh Moolman-Pasio. À l'amorce du dernier tour, alors que le peloton revient, l'Australienne accélère. Elle est seule jusqu'à la dernière côte de l'épreuve, où Marianne Vos la passe. Annemiek van Vleuten se classe septième,.

### Août
Lors de la Classique de Saint-Sébastien, la course décide sur une portion plate. Un groupe de seize coureuses se détachent. Dans la troisième difficulté de la journée, Lucy Kennedy attaque. L'Australienne est ensuite victime d'une crevaison, plutôt longue à être réparée. Elle est alors dépassée par Ensing. Elle doit s'arrêter une seconde fois, pour éviter que ses freins ne touchent la roue. Elle a à ce moment-là une minute vingt de retard sur la tête de la course alors que le peloton est trop loin pour réellement devoir être pris en compte. À trente kilomètres de l'arrivée, Janneke Ensing est en tête avec cinquante-cinq secondes d'avance. Georgia Williams revient de l'arrière et vient prêter main-forte à Lucy Kennedy pour rejoindre Ensing. L'écart est de quarante secondes au pied du Murgil Tontorra. Lucy Kennedy y produit son effort et revient sur Janneke Ensing et la dépasse. Elle termine en solitaire.
À l'Open de Suède Vårgårda, la formation se classe sixième du contre-la-montre par équipes. Sur la course en ligne, Moniek Tenniglo tente sa chance seule à vingt kilomètres du but. Elle est reprise sur la fin. Sarah Roy est douzième du sprint. Au Tour de Norvège, Sarah Roy est huitième du sprint de la première étape. Sur la deuxième étape, Grace Brown provoque une échappée, mais elle est de courte durée. À dix kilomètres de l'arrivée, Grace Brown contre avec Marianne Vos dans la roue. Elle est cependant reprise. Lucy Kennedy est sixième de la troisième étape qui est vallonnée. Au Grand Prix de Plouay, dans l'avant-dernière ascension de Ty Marrec, Amanda Spratt sort avec quatre autres coureuses, mais elles sont rapidement reprises. Dans la côte du Moulin, où Anna van der Breggen produit une accélération nette. Elle est prise en chasse par Alena Amialiusik, Soraya Paladin et Amanda Spratt, mais la Néerlandaise conserve un avantage. Les trois coureuses intercalées sont reprises à six kilomètres de l'arrivée. Amanda Spratt est treizième.

### Septembre

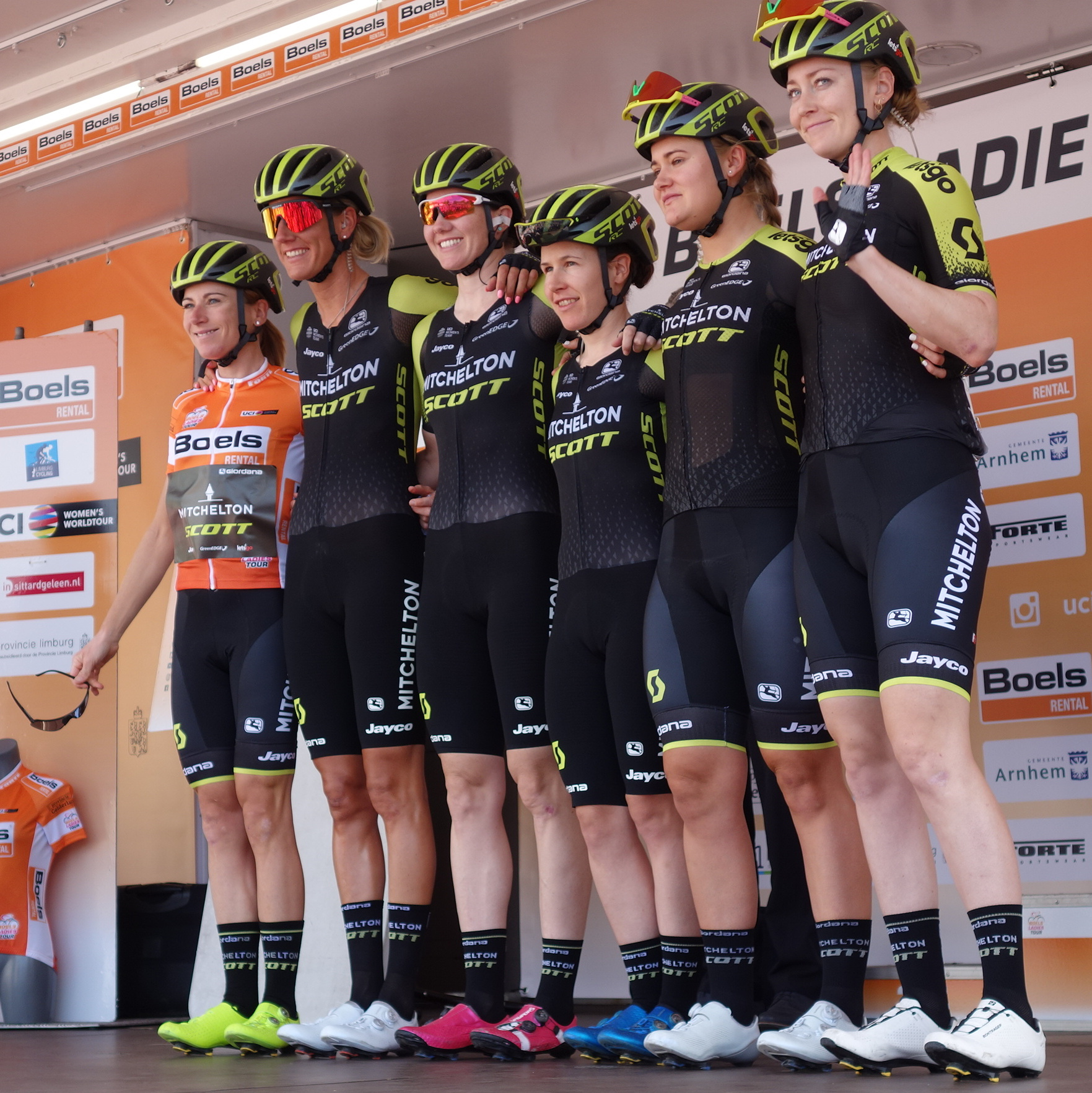
Au Boels Ladies Tour

Au Boels Ladies Tour, Annemiek van Vleuten s'impose sur le prologue pour la troisième année consécutive. Sur la première étape, Moniek Tenniglo attaque dans le final, mais un sprint a lieu. Le lendemain, aux quinze kilomètres, Gracie Elvin attaque et se maintient en tête durant cinq kilomètres. Au terme d'un nouveau sprint, Annemiek van Vleuten perd son maillot de leader. Sur la troisième étape, dans une des dernières difficultés de la journée, Lisa Klein, Amy Pieters, Lizzie Deignan et Amanda Spratt s'échappent. Elles se disputent la victoire avec quelques secondes d'avance sur le peloton. Amanda Spratt est quatrième. Sur la dernière étape, Annemiek van Vleuten se teste mais est reprise. Elle est sixième du classement général.
Aux championnats du monde, sur le contre-la-montre individuel, Annemiek van Vleuten connait un jour moyen et se classe troisième à près de deux minutes de la vainqueur Chloe Dygert. 	Amanda Spratt est onzième. Sur la course en ligne, la principale difficulté de la journée, la côte de Lofthouse, est située au bout du quarantième kilomètre. Dans celle-ci, Annemiek Van Vleuten accélère puis attaque. Derrière un groupe de poursuite avec Amanda Spratt se forme. Annemiek van Vleuten conserve cependant une avance d'environ quarante-cinq secondes sur ce groupe à mi-course. Une attaque de Chloe Dygert provoque l'isolement d'Anna van der Breggen, Elisa Longo Borghini et Amanda Spratt. L'Italienne, puis l'Américaine sont lâchées. Amanda Spratt est elle-même distancée par Anna van der Breggen. Annemiek van Vleuten s'offre une victoire de prestige après une échappée solitaire longue de cent kilomètres qui marque les esprits, derrière Amanda Spratt est troisième,.

### Octobre
Marianne Vos prend la troisième place du Tour du Guangxi et dépossède ainsi Annemiek van Vleuten de sa première place au classement World Tour.

## Victoires

### Sur route
| Victoires | Victoires                                           | Victoires        | Victoires | Victoires            | Victoires |
| Date      | Course                                              | Pays             | Classe    | Vainqueur            |           |
| --------- | --------------------------------------------------- | ---------------- | --------- | -------------------- | --------- |
| 4 janv.   | Championnat de Nouvelle-Zélande du contre-la-montre | Nouvelle-Zélande | CN        | Georgia Williams     |           |
| 8 janv.   | Championnat d'Australie du contre-la-montre         | Australie        | CN        | Grace Brown          |           |
| 11 janv.  | 2e étape, Women's Tour Down Under                   | Australie        | 2.1       | Amanda Spratt        |           |
| 12 janv.  | 3e étape, Women's Tour Down Under                   | Australie        | 2.1       | Grace Brown          |           |
| 13 janv.  | Classement général, Women's Tour Down Under         | Australie        | 2.1       | Amanda Spratt        |           |
| 31 janv.  | 2e étape, Womens Herald Sun Tour                    | Australie        | 2.2       | Lucy Kennedy         |           |
| 31 janv.  | Classement général, Womens Herald Sun Tour          | Australie        | 2.2       | Lucy Kennedy         |           |
| 9 mars    | Strade Bianche                                      | Italie           | 1.WWT     | Annemiek van Vleuten |           |
| 28 avr.   | Liège-Bastogne-Liège                                | Belgique         | 1.WWT     | Annemiek van Vleuten |           |
| 20 mai    | Durango-Durango Emakumeen Saria                     | Espagne          | 1.2       | Lucy Kennedy         |           |
| 23 mai    | 2e étape, Iurreta-Emakumeen Bira                    | Espagne          | 2.WWT     | Amanda Spratt        |           |
| 26 juin   | Championnat des Pays-Bas du contre-la-montre        | Pays-Bas         | CN        | Annemiek van Vleuten |           |
| 9 juill.  | 5e étape du Tour d'Italie                           | Italie           | 2.WWT     | Annemiek van Vleuten |           |
| 10 juill. | 6e étape du Tour d'Italie                           | Italie           | 2.WWT     | Annemiek van Vleuten |           |
| 14 juill. | Classement général, Tour d'Italie                   | Italie           | 2.WWT     | Annemiek van Vleuten |           |
| 1 août    | Clasica Femenina Navarra                            | Espagne          | 1.2       | Sarah Roy            |           |
| 3 août    | Classique de Saint-Sébastien                        | Espagne          | 1.1       | Lucy Kennedy         |           |
| 3 sept.   | Prologue, Simac Ladies Tour                         | Pays-Bas         | 2.WWT     | Annemiek van Vleuten |           |
| 28 sept.  | Championnat du monde sur route                      | Royaume-Uni      | CM        | Annemiek van Vleuten |           |

### Résultats sur les courses majeures

#### World Tour
| Date            | #  | Course                                   | Pays            | Meilleure classée    | Classement |
| --------------- | -- | ---------------------------------------- | --------------- | -------------------- | ---------- |
| 9 mars          | 1  | Strade Bianche                           | Italie          | Annemiek van Vleuten | Vainqueur  |
| 17 mars         | 2  | Tour de Drenthe                          | Pays-Bas        | Sarah Roy            | 14e        |
| 24 mars         | 3  | Trofeo Alfredo Binda-Comune di Cittiglio | Italie          | Amanda Spratt        | 2e         |
| 28 mars         | 4  | Trois Jours de la Panne                  | Belgique        | Sarah Roy            | 23e        |
| 31 mars         | 5  | Gand-Wevelgem                            | Belgique        | Gracie Elvin         | 33e        |
| 7 avril         | 6  | Tour des Flandres                        | Belgique        | Annemiek van Vleuten | 2e         |
| 21 avril        | 7  | Amstel Gold Race                         | Pays-Bas        | Annemiek van Vleuten | 2e         |
| 24 avril        | 8  | Flèche wallonne                          | Belgique        | Annemiek van Vleuten | 2e         |
| 28 avril        | 9  | Liège-Bastogne-Liège                     | Belgique        | Annemiek van Vleuten | Vainqueur  |
| 9-11 mai        | 10 | Tour de l'île de Chongming               | Chine           | Moniek Tenniglo      | 50e        |
| 16-18 mai       | 11 | Tour de Californie                       | États-Unis      | -                    | -          |
| 22-25 mai       | 12 | Emakumeen Bira                           | Espagne         | Amanda Spratt        | 2e         |
| 10-15 juin      | 13 | The Women's Tour                         | Grande-Bretagne | Grace Brown          | 23e        |
| 5-14 juillet    | 14 | Tour d'Italie                            | Italie          | Annemiek van Vleuten | Vainqueur  |
| 23 juillet      | 15 | La course by Le Tour de France           | France          | Annemiek van Vleuten | 7e         |
| 3 août          | 16 | RideLondon-Classique                     | Grande-Bretagne | -                    | -          |
| 17 août         | 17 | Open de Suède Vårgårda TTT               | Suède           | Mitchelton-Scott     | 6e         |
| 18 août         | 18 | Open de Suède Vårgårda                   | Suède           | Sarah Roy            | 12e        |
| 22-25 août      | 19 | Tour de Norvège                          | Norvège         | Moniek Tenniglo      | 16e        |
| 31 août         | 20 | Grand Prix de Plouay                     | France          | Amanda Spratt        | 13e        |
| 3 -8 septembre  | 21 | Boels Rental Ladies Tour                 | Pays-Bas        | Annemiek van Vleuten | 6e         |
| 14-15 septembre | 22 | La Madrid Challenge by La Vuelta         | Espagne         | Moniek Tenniglo      | 20e        |
| 20 octobre      | 23 | Tour de Guangxi                          | Chine           | -                    | -          |

Annemiek van Vleuten est deuxième du classement individuel et Mitchelton-Scott quatrième du classement par équipes.

#### Grand tour
| Grand tour            | Tour d'Italie                                      |
| --------------------- | -------------------------------------------------- |
| Coureuse (classement) | Annemiek van Vleuten (vainqueur)                   |
| Accessits             | 2 étapes, classements par points et de la montagne |

## Classement mondial
| Classement UCI | Classement UCI       | Classement UCI   | Classement UCI |
| Coureuse       | Coureuse             | Pays             | Points         |
| -------------- | -------------------- | ---------------- | -------------- |
| 3e             | Annemiek van Vleuten | Pays-Bas         | 1946.67 pts    |
| 8e             | Amanda Spratt        | Australie        | 1220.67 pts    |
| 41e            | Lucy Kennedy         | Australie        | 494.67 pts     |
| 82e            | Gracie Elvin         | Australie        | 252 pts        |
| 87e            | Sarah Roy            | Australie        | 235.67 pts     |
| 190e           | Grace Brown          | Australie        | 101.67 pts     |
| 279e           | Moniek Tenniglo      | Pays-Bas         | 59.67 pts      |
| 282e           | Georgia Williams     | Nouvelle-Zélande | 58 pts         |
| 608e           | Jessica Allen        | Australie        | 14 pts         |
| 629e           | Alexandra Manly      | Australie        | 13 pts         |

Mitchelton-Scott est troisième du classement par équipes.